# Hartmut Hüsges
Hartmut Hüsges (* 1956 in Troisdorf) ist ein deutscher Volkswirt.
Hüsges studierte Volkswirtschaftslehre an der Universität Bonn und promovierte 1990 an der Fernuniversität Hagen mit einer Untersuchung über die Regressionsschätzung skalarwertiger Präferenzfunktionen für ökonometrische Entscheidungsmodelle auf der Grundlage von Befragungsdaten. 1989 wurde er Referent im Bundesministerium für Wirtschaft. Seit 1998 arbeitet er im Bundesministerium der Finanzen und ist dort Leiter des Referates „Analysen zu Konjunktur, Wachstum und Steuereinnahmen; Steuerschätzungen“. Mit dieser Funktion ist er Vorsitzender des Arbeitskreises Steuerschätzungen. Sein Ehemann Sascha wurde 2016 beim Anschlag auf dem Breitscheidplatz schwer verletzt und starb im Oktober 2021 an den Folgen seiner Verletzungen.